# Национальная рейтинговая шкала
Национальная рейтинговая шкала – рейтинговая шкала, обеспечивающая возможность исключительно внутригосударственного сопоставления кредитных рейтингов, присвоенных кредитным рейтинговым агентством.
Национальная рейтинговая шкала в отличие от международной разрабатывается рейтинговым агентством для конкретной страны и может быть использована только внутри нее. Различные национальные шкалы несопоставимы между собой. В России правовые основы деятельности рейтинговых агентств и правила использования рейтингов регламентируются законом «О деятельности кредитных рейтинговых агентств».

## Содержание понятия
Как и любая рейтинговая шкала система, международная шкала представляет собой систему рейтинговых категорий, применяемых кредитным рейтинговым агентством для классификации уровней кредитного рейтинга. Кредитные агентства разрабатывают национальные шкалы, так как они в большей степени подходят отдельной стране. Чаще всего это связано с тем, что применение международной шкалы приводит к присвоению слишком низких рейтингов, которые могут ограничивать инвестирование в стране. Как правило национальные шкалы создаются для экономик развивающихся стран (англ. emerging markets). Основное отличие рейтингов по национальным шкалам состоит в том, что они не учитывают суверенные риски, связанные с неплатежеспособностью государства, которое может оказывать прямое или косвенное влияние на уровень платежеспособность компании. Национальные шкалы имеют все три ведущих рейтинговых агентства Moody’s, Standard & Poor’s и Fitch Ratings.

## Национальные шкалы у международных рейтинговых агентств
Международные рейтинговые агентства разрабатывают национальные шкалы в индивидуальном порядке для каждой страны. Сведения о наличии такой шкалы приведены в таблице. Для стран Персидского залива и Северной Европы разработаны также региональные шкалы.
| Страна/регион                                                                    | Moody's | Standard&Poor's | Fitch Ratings |
| -------------------------------------------------------------------------------- | ------- | --------------- | ------------- |
| Страны                                                                           |         |                 |               |
| Аргентина                                                                        | +       | +               |               |
| Бразилия                                                                         | +       | +               |               |
| Израиль                                                                          |         | +               |               |
| Казахстан                                                                        | +       |                 |               |
| Канада                                                                           |         | +               |               |
| Кения                                                                            | +       |                 |               |
| Ливан                                                                            | +       |                 |               |
| Мексика                                                                          | +       | +               |               |
| Морокко                                                                          | +       |                 |               |
| Нигерия                                                                          | +       | +               |               |
| Россия                                                                           |         | +               |               |
| Словакия                                                                         | +       |                 |               |
| Тайвань                                                                          |         | +               |               |
| Тунис                                                                            | +       |                 |               |
| Турция                                                                           | +       | +               |               |
| Украина                                                                          | +       | +               |               |
| Уругвай                                                                          | +       | +               |               |
| Чешская Республика                                                               | +       |                 |               |
| ЮАР                                                                              | +       | +               |               |
| Регионы                                                                          |         |                 |               |
| Страны Персидского залива (Бахрейн, Кувейт, Оман, Катар, Саудовская Аравия, ОАЭ) |         | +               |               |
| Северная Европа (Дания, Финляндия, Швеция)                                       |         | +               |               |

## Российские рейтинговые агентства
Национальные рейтинговые шкалы имеют также российские агентства, внесенные в реестр Банка России:
- Аналитическое Кредитное Рейтинговое Агентство (АКРА);
- Эксперт РА;
- Национальное Рейтинговое Агентство (НРА);
- Национальные Кредитные Рейтинги (НКР).

### Сопоставление рейтинговых шкал российских кредитных рейтинговых агентств
Банк России раз в три года публикует таблицу сопоставления национальных рейтинговых шкал российских кредитных рейтинговых агентств (КРА), включенных в реестр Банка России. В этой таблице уровни кредитных рейтингов КРА разнесены по шести ступеням кредитного качества (СКК), а также содержится информация о средних значениях ожидаемых вероятностей дефолта для каждой из СКК.
| СКК | Среднее значение дефолтности | АКРА (АО)                           | АО «Эксперт РА»             | ООО «НКР»                       | ООО «НРА»                                   |
| --- | ---------------------------- | ----------------------------------- | --------------------------- | ------------------------------- | ------------------------------------------- |
| 1   | 0,15%                        | AAA(RU), AA+(RU), AA(RU)            | ruAAA, ruAA+, ruAA          | AAA.ru, AA+.ru, AA.ru           | AAA\|ru\|, AA+\|ru\|                        |
| 2   | 0,37%                        | AA-(RU), A+(RU), A(RU)              | ruAA-, ruA+, ruA            | AA-.ru, A+.ru, A.ru             | AA\|ru\|, AA-\|ru\|, A+\|ru\|, A\|ru\|      |
| 3   | 1,16%                        | A-(RU), BBB+(RU), BBB(RU), BBB-(RU) | ruA-, ruBBB+, ruBBB, ruBBB- | A-.ru, BBB+.ru, BBB.ru, BBB-.ru | A-\|ru\|, BBB+\|ru\|, BBB\|ru\|, BBB-\|ru\| |
| 4   | 3,77%                        | BB+(RU), BB(RU), BB-(RU)            | ruBB+, ruBB, ruBB-          | BB+.ru, BB.ru, BB-.ru           | BB+\|ru\|, BB\|ru\|                         |
| 5   | 11,78%                       | B+(RU), B(RU), B-(RU)               | ruB+, ruB, ruB-             | B+.ru, B.ru, B-.ru              | BB-\|ru\|, B+\|ru\|, B\|ru\|, B-\|ru\|      |
| 6   | 47,02%                       | CCC(RU), CC(RU)                     | ruCCC, ruCC, ruC            | CCC.ru, CC.ru, C.ru             | CCC\|ru\|, СС\|ru\| и С\|ru\|               |